# Callicore lyca
Callicore lyca é uma borboleta neotropical da família Nymphalidae que se distribui do México, passando pela América Central, até a Colômbia, Equador, Peru e Bolívia. Foi catalogada como Catagramma lyca em 1847. Apresenta, vista por baixo, asas posteriores com coloração predominantemente amarela, porém com um padrão um pouco diferente das outras espécies de Callicore; sem formar um desenho de 08/80 (quando o inseto está voltado para a esquerda ou direita). O padrão geral é de uma ampla área de coloração negra, contendo cinco, seis ou sete pontuações de coloração azul, com a pontuação mais próxima da margem da asa geralmente a alcançando, em alguns casos. Possui contornos em azul claro na borda das asas anteriores e posteriores. Em vista superior, a espécie apresenta um padrão muito similar em suas subespécies; com a coloração predominantemente negra, asas anteriores com marcação amarelo escura ou alaranjada e asas posteriores com uma área de coloração azul metálica.

## Hábitos
Adultos de Callicore lyca sugam frutos em fermentação e minerais dissolvidos da terra encharcada em trilhas ou sobre rochas, podendo ser encontrados em ambiente de floresta tropical e em altitudes que vão do nível do mar a 1.800 metros. São geralmente solitários. Possuem voo rápido e poderoso em distâncias curtas.

## Lagarta
A lagarta de C. lycas apresenta coloração predominantemente verde, com espinhos de base amarela sobre o corpo e cabeça de coloração negra ou marrom; contendo um par de chifres ramificados e listrados de verde. Imaturos da subespécie aerias foram encontrados alimentando-se de plantas Sapindaceae dos gêneros Serjania e Allophylus.

## Subespécies
Callicore lyca possui dez subespécies:
- Callicore lyca lyca - Descrita por Doubleday em 1847, de exemplar proveniente do México.[11]
- Callicore lyca mionina - Descrita por Hewitson em 1855, de exemplar proveniente da Colômbia.
- Callicore lyca aegina - Descrita por C. & R. Felder em 1861, de exemplar proveniente do Peru ou Bolívia (erroneamente descrito como Equador).[8][7]
- Callicore lyca salamis - Descrita por C. & R. Felder em 1861, de exemplar proveniente do Peru ou Equador (erroneamente descrito como Amazonia).
- Callicore lyca aerias - Descrita por Godman & Salvin em 1883, de exemplar proveniente da América Central (Guatemala, Nicarágua, Costa Rica, Panamá).[9]
- Callicore lyca mena - Descrita por Staudinger em 1886, de exemplar proveniente do Peru.
- Callicore lyca odilia - Descrita por Oberthür em 1916, de exemplar proveniente da Colômbia.
- Callicore lyca exultans - Descrita por Fruhstorfer em 1916, de exemplar proveniente da Bolívia.
- Callicore lyca bella - Descrita por Röber em 1924, de exemplar proveniente da Colômbia.
- Callicore lyca sticheli - Descrita por Dillon em 1948, de exemplar proveniente da Colômbia.